# Callianopsinae
Callianopsinae is een onderfamilie van kreeftachtigen uit de klasse van de Malacostraca (hogere kreeftachtigen).

## Geslachten
- Callianopsis de Saint Laurent, 1973
- Pleurocalliax Sakai, 2011